# 大杉谷

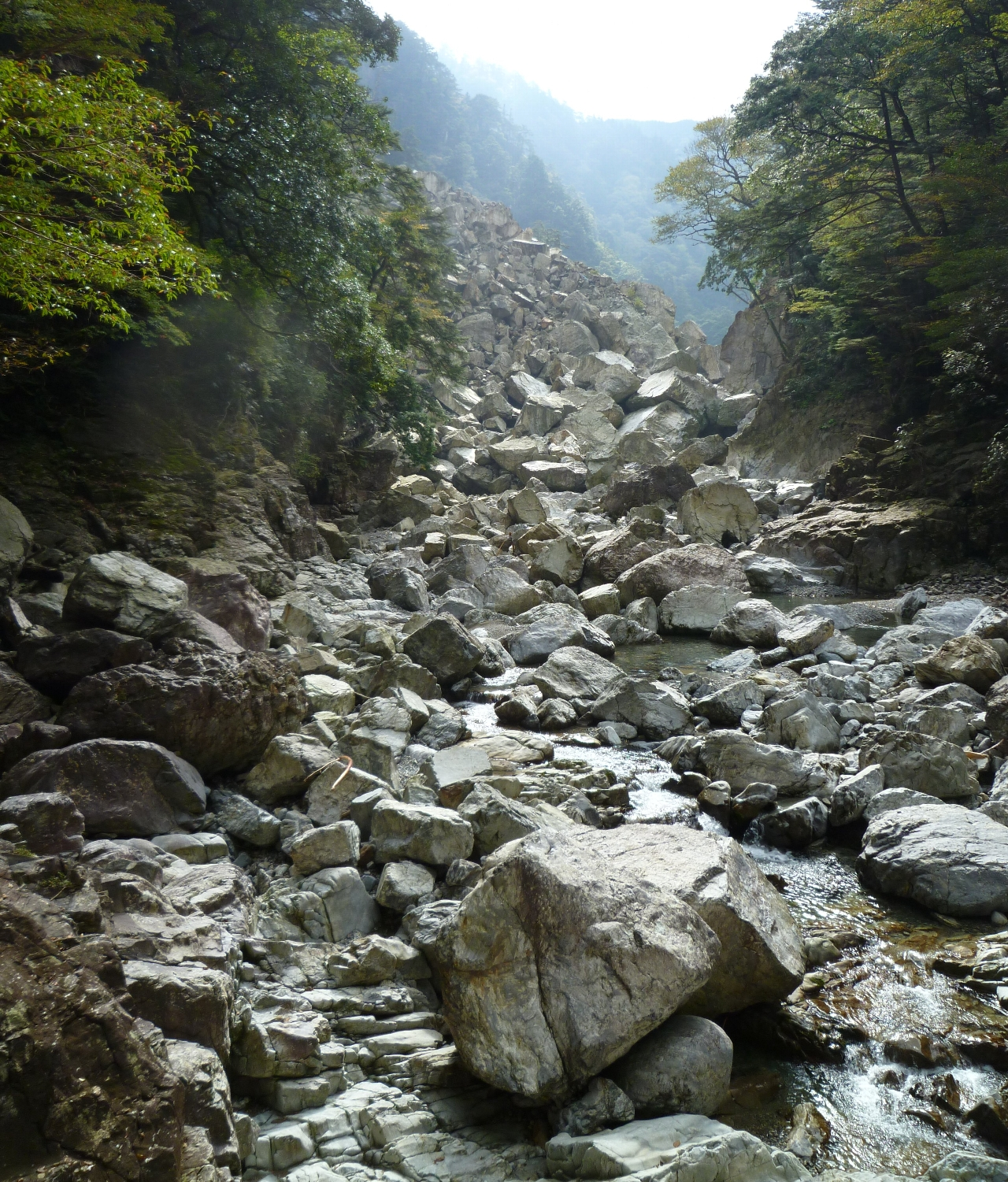
大杉谷の景観。巨岩が埋め尽くす。奥に2004年の大雨で発生した崩壊地が見える。

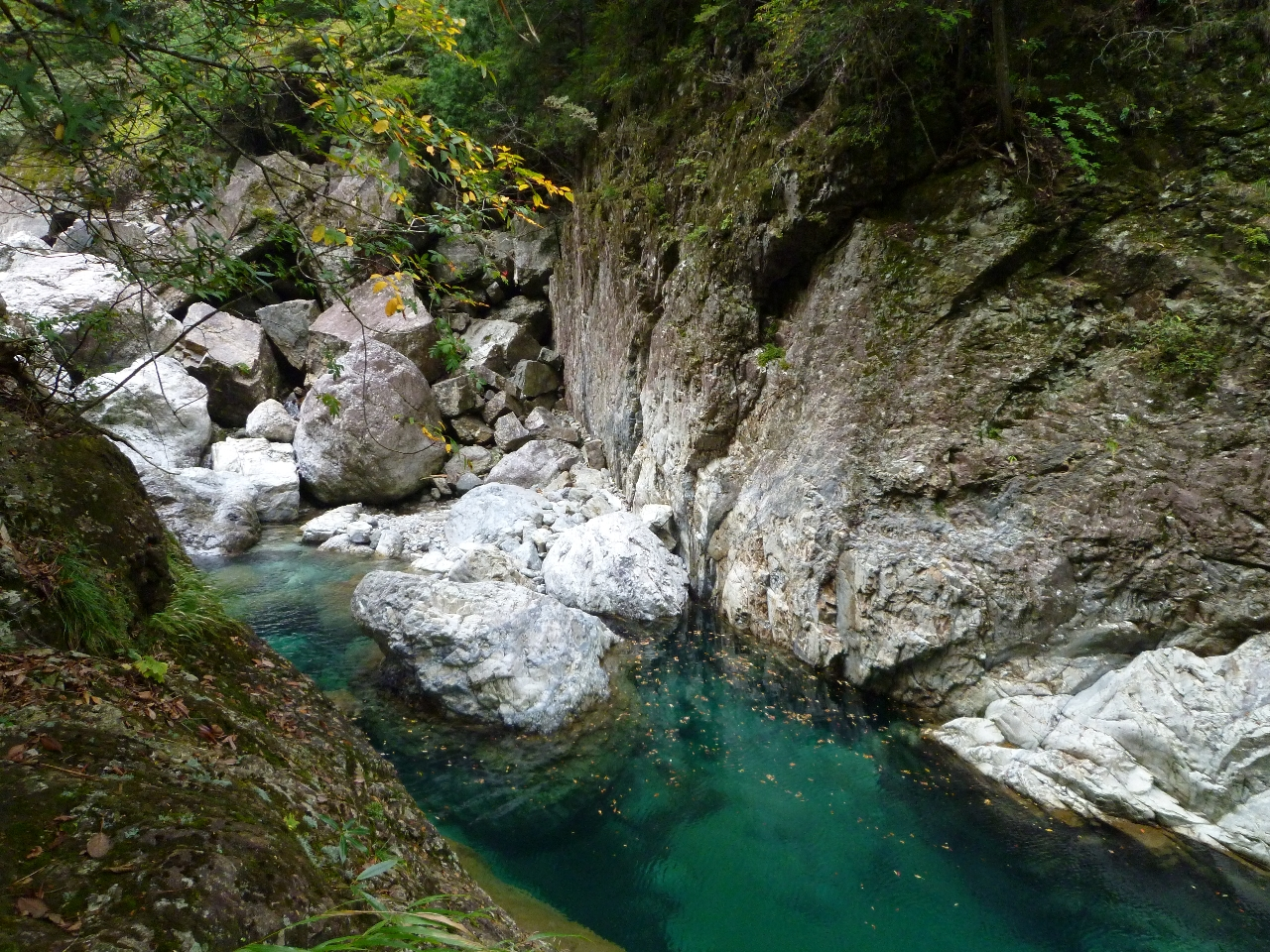
大杉谷の景観

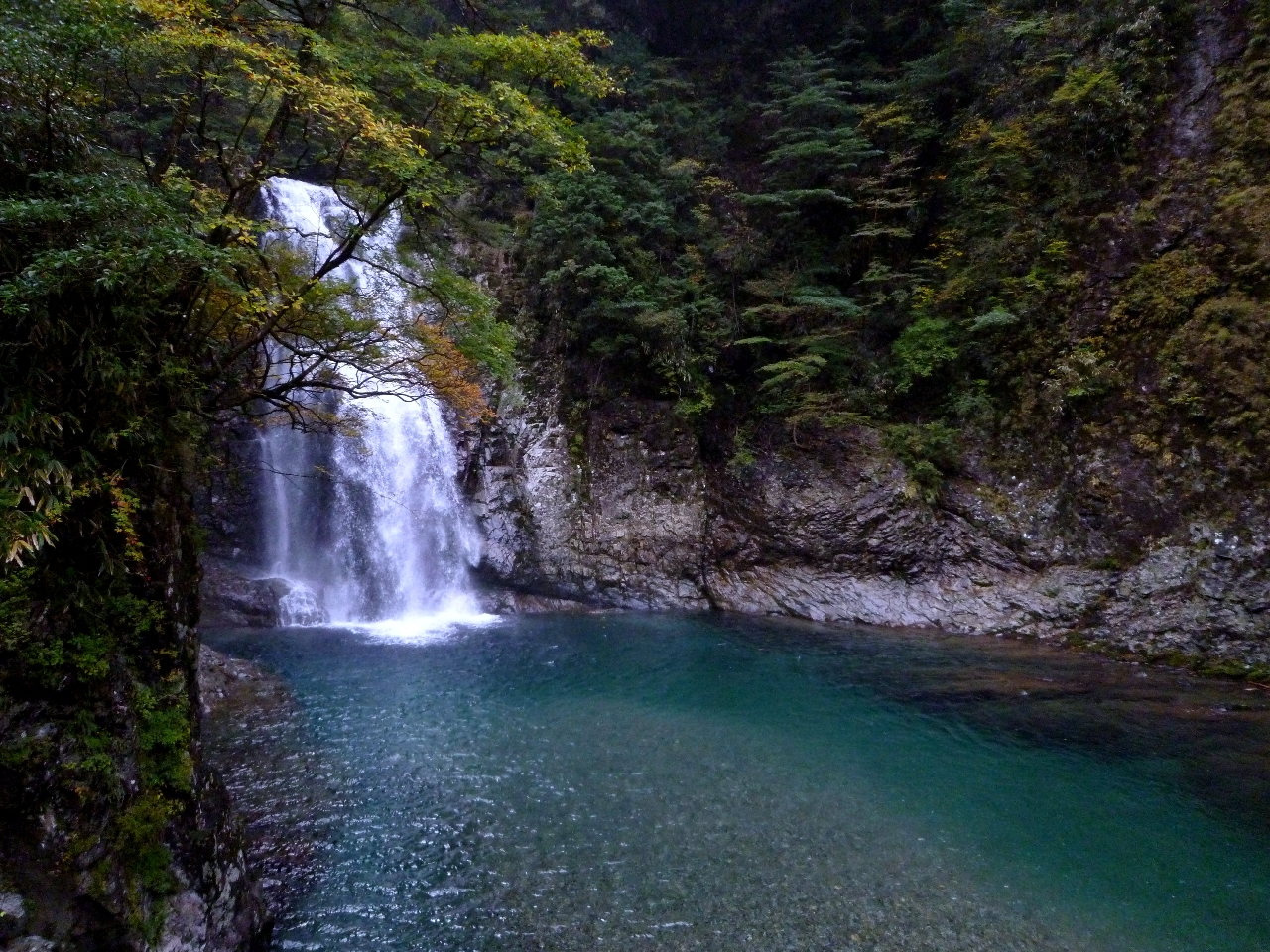
堂倉滝

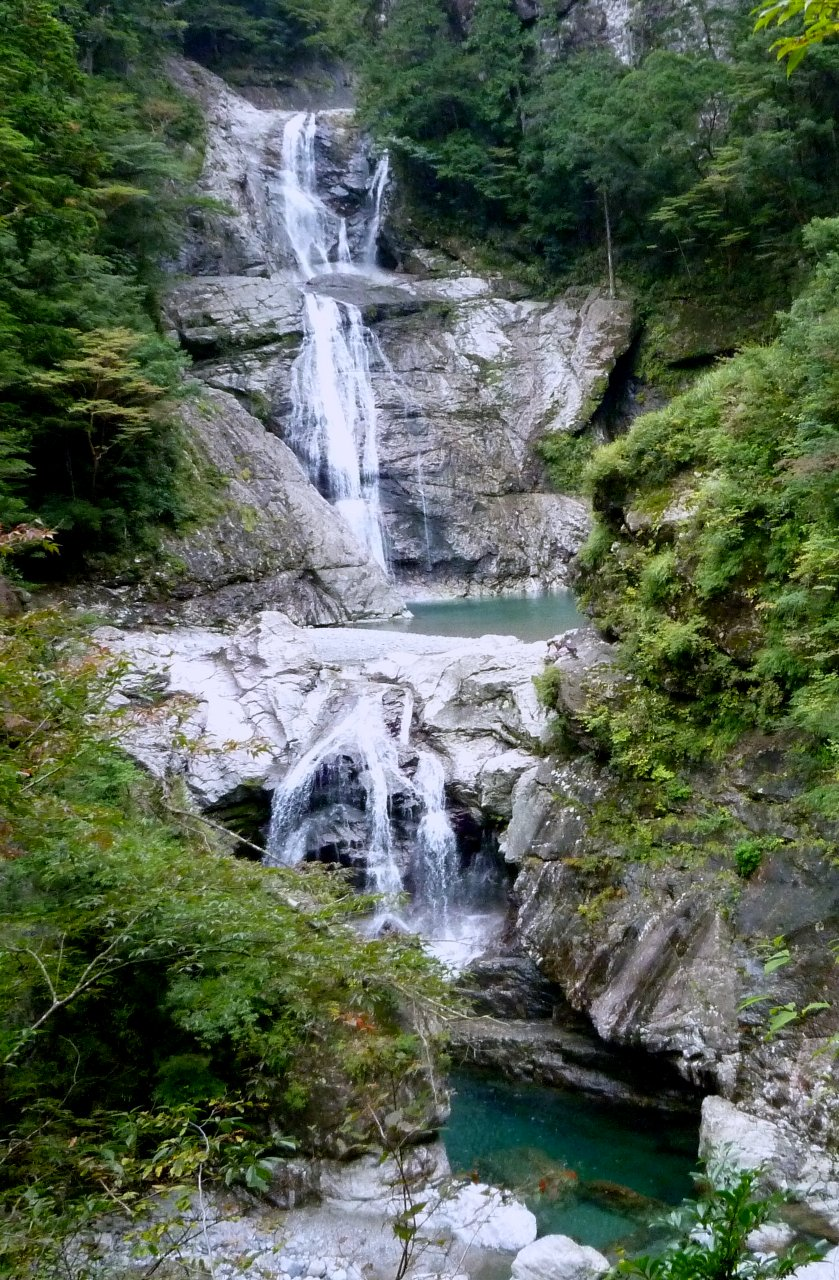
七ツ釜滝。日本の滝百選

大杉谷（おおすぎだに）は、三重県多気郡大台町の宮川上流、吉野熊野国立公園内にある渓谷。日本国の天然記念物（天然保護区域）に指定されている。

## 概要
近畿の秘境とも呼ばれ、黒部峡谷、清津渓谷とともに日本三大渓谷、日本の秘境百選の一つにあげられている。日本の滝百選である七ツ釜滝を筆頭に、手付かずの原生林と数多くの滝、渓谷の巨巌で著名である。
2016年（平成28年）3月にはユネスコの生物圏保護区（ユネスコエコパーク）「大台ケ原・大峯山」が拡張され、大杉谷もその一部となった。同時にユネスコエコパークの登録名称も「大台ケ原・大峯山・大杉谷」に変更された。

## 登山道
大杉谷へは宮川第3発電所と大台ケ原を結ぶ登山道を歩くしかない。途中、大台ケ原山麓に1本だけ交差する林道（大台林道；一般車通行禁止）があるが、宮川沿いには登山道があるのみである。登山道（特に宮川沿い）はアップダウンが激しく急峻な断崖にある。登山道は、1,500m程度の高低差があるため、大台ケ原から下る行程を選ぶ人が多くいる。
登山道の管理は、日本国及び三重県から委託を受けた公益社団法人大杉谷登山センターが手掛けている。2019年（令和元年）現在、入山料の徴収は行っていないが、「協力金」として年額1,000円の寄付を求めている。2018年（平成30年）の入山者数は約7,000人。
- 大台ケ原駐車場（ここから日出ヶ岳まではハイキングコース並）
- 日出ヶ岳：大台ケ原最高峰、天気がよければ眼下に太平洋（熊野灘）が広がる。
- 粟谷小屋：交差する大台林道沿いにある。
- 堂倉避難小屋[3]：交差する大台林道沿いにある。
- 堂倉滝：落差18m
- 与八郎滝：2段、落差40m
- 隠滝：落差15m
- 光滝：落差40m
- 七ツ釜滝：7段、落差120m、日本の滝百選
- 桃の木山の家：最大収容人員500名
- 平等嵓
- ニコニコ滝：2段、落差50m
- シシ渕
- 千尋滝：落差約180m
- 宮川第三発電所：東側の起終点。探勝者向けの休憩地「宮川第3発電所園地」が整備されている[3]。

### 所要時間
- 日出ヶ岳 - 桃の木山の家：約6時間
- 桃の木山の家 - 第三発電所：約4時間半

登山道中に野宿に適した場所は非常に少なく、大杉谷のほぼ中央に位置する桃の木山の家宿泊以外の行程は不可能に近い。また、よほど足の速い者でない限り、大台ケ原（もしくは粟谷小屋か堂倉避難小屋）でも1泊する必要がある。

### 施設等
大杉谷登山歩道には民間経営の山小屋が2軒ある。
2004年の水害で、宮川沿いの登山道は6年間通行不能であったが（大台ケ原から大台林道までは当時でも通行可能）、2010年10月から堂倉滝・七ツ釜滝間以外は通行可能になり、2012年8月11日から不通区間手前の粟谷小屋・桃の木山の家間について大台林道等を迂回する林道コースが開設され、大台ケ原-宮川第三発電所間の通行が可能になった。その後2014年4月、光滝付近の崩壊箇所の登山道が整備され、全線開通となった。

## アクセス
- 奈良県側
  - 鉄道・バス：近鉄吉野線大和上市駅 -（奈良交通バス）- 大台ケ原
  - 自動車：国道169号から大台ケ原ドライブウェイを経て、大台ケ原駐車場
- 三重県側
  - 鉄道・バス
    - （休日）：近鉄山田線・JR紀勢本線松阪駅 -（三重交通バス）- 大杉 -（観光船）- 乗船場（通常は第3、宮川ダムのダム湖の水位によって移動することがある）
    - （平日）：紀勢本線三瀬谷駅 -（大台町営バス）-大杉 -（以下同じ）

  - 自動車：国道42号から三重県道31号大台宮川線を経て、第三発電所

（注）自動車利用は、タクシーなど送迎のみ。

## 吊橋落下事故
1979年9月15日、登山サークル一行（大阪に本部を置く、山と友の会、現在はNEW山友会に改称、ほとんどが初心者で総員52人）が、老朽化した吊橋を「通行は一人ずつ」との警告板を無視して8人で一度に渡ろうとしたところ、ケーブル2本のうち1本が切断し、1人が墜落死亡・1人が重傷を負った事故（事故当時、先行の登山客2人が渡橋中で、橋上にいたのは合計10人）。当該サークルは、1泊2日で行程を組んでいたため、当該吊橋で待たされると日没までに山の家に到着しなくなることを恐れ、前に渡っている登山客が制止するにもかかわらず通行した。
なお、本事故に関するサークルリーダーの刑事責任は不問とされた。
遺族は三重県と国に対し、6900万円の損害賠償を求める国家賠償訴訟を神戸地裁に起こした。神戸地裁は1983年12月、三重県には吊橋の管理に瑕疵があり、国には吊橋の設置管理費用負担者の責任がある、一方死亡者にも警告板を無視した過失があるとして3割を減額した賠償を命じた判決を下した。
本判決に原告・被告とも控訴した。特に被告側は、裁判官が被告側の要求する現地検証を拒否し、登山道を「ハイキングコースであり、スカートやヒールでの登山客もいる。」と認定するなど大きな事実誤認をしたと主張した。控訴審判決（大阪高裁、1985年4月）では、被告側の主張を一部入れ、死亡者の過失割合を4割に増やした。被告の上告を受けた最高裁では、国を費用負担者と認定せず、三重県には上告棄却（敗訴）、国には原審破棄（勝訴）の判決を下した（1988年12月）。
本件を契機として、環境庁は登山道の安全に神経を尖らせ、多くの登山道が通行禁止となり、自然保護団体からは自然破壊と評されたほどの登山道整備を行った。本登山道も、岩盤に発破をかけて破壊し、破壊した跡に道を作る等、自然に負荷を掛ける方法で登山道を整備し直し、1983年に再開された。

## その他
- かつては大杉谷森林鉄道という森林鉄道が存在していた。
- 1969年頃から県企業局の手により、大日ぐら（山冠に品）に多目的ダムの建設が検討されてきたが、計画では国立公園特別地域の半分近くが水没することもあり、学識経験者らから反対意見が相次いだ。1972年1月20日、県知事がダム計画を断念することを発表し、計画は白紙となった[4]。